# Maia Transportes
A Maia Transportes é uma empresa de transporte rodoviário coletivo de passageiros que opera no Grande Porto, em Portugal, sediada no município da Maia, onde se concentram as suas operações. Além de carreiras regulares, integradas no sistema tarifário “Andante”, presta também serviços de aluguer regular e ocasional.

## História
A Maia Transportes foi fundada em 1954 como António da Silva Cruz & Filhos.
Em 2014 tinha cerca de 40 veículos afetos às 14 carreiras regulares que então operava. Em dados de setembro de 2014, a Maia Transportes é detida pela Resende (45%), Barraqueiro (45%) e Transviagens (10%), e por sua vez detém 100% da Goin Shuttle e 10% da Joaquim da Costa Ferreira.
Em 2020, a Maia Transportes adquiriu oito autocarros MAN 19.250 HOCL que foram postos ao serviço do sistema Maré Matosinhos, uma operação lançada em 2019 como parceria entre os seus acionistas Grupo Resende e Grupo Barraqueiro.
Em 2021 operava uma frota de 49 veículos e empregava 59 funcionários.
Com a implementação da UNIR Mobilidade, a carreiras de autocarros no Grande Porto foram unificadas e a Maia Transportes passou a providenciar apenas o serviço dos seus veículos e tripulações, passando as suas carreiras para a alçada da concessionária Vianorbus, sendo renumeradas na gama 6000-6017.

### Carreiras
Em dados de 2021, opera 13 carreiras:
- 10 Maia ⇆ Porto (via Maia Shopping)ℹ
- 11 Ermesinde ⇆ Avioso (via Gueifães)ℹ
- 12 Ermesinde ⇆ Aviosoℹ
- 13 Ermesinde ⇆ Maiaℹ
- 14 São Romão CP ⇆ Aeroportoℹ
- 15 Trinaterra ⇆ Trofa CPℹ
- 20 Maia ⇆ Pedras Rubras (feira)ℹ
- 25 Maia ⇆ Alfena (Lombelho)ℹ
- 28 Maia ⇆ Seixinho (via estação)ℹ
- 30 Vilar de Luz ⇆ Porto (Aliados)ℹ
- 36 Maia Fórum ↺ℹ (Serviço criado após 2014.)[4]
- 41 E.B. 2+3 Nogueira ↺ (via Xisto, Ardegães)ℹ
- 42 E.B. 2+3 Nogueira ↺ (via Folgosa, Castêlo)ℹ

A carreira 25 foi a primeira a aderir ao sistema “Andante”: em 2014 as restantes carreiras funcionavam com o tarifário monomodal da empresa.
- 61: Substitui parcialmente a 107 desde a sua extinção,[quando?] juntamente com a 5011.[carece de fontes?]

#### Carreiras subcontratadas
- 403 Casa da Música ⇆ Campanhã
A 1 de outubro de 2020, a linha mais recente dos S.T.C.P., a 403, foi entregue à Maia Transportes durante um período de 3 meses, permitindo assim mais alguns motoristas para reforçar várias linhas que operam dentro da cidade.[9][necessário esclarecer]

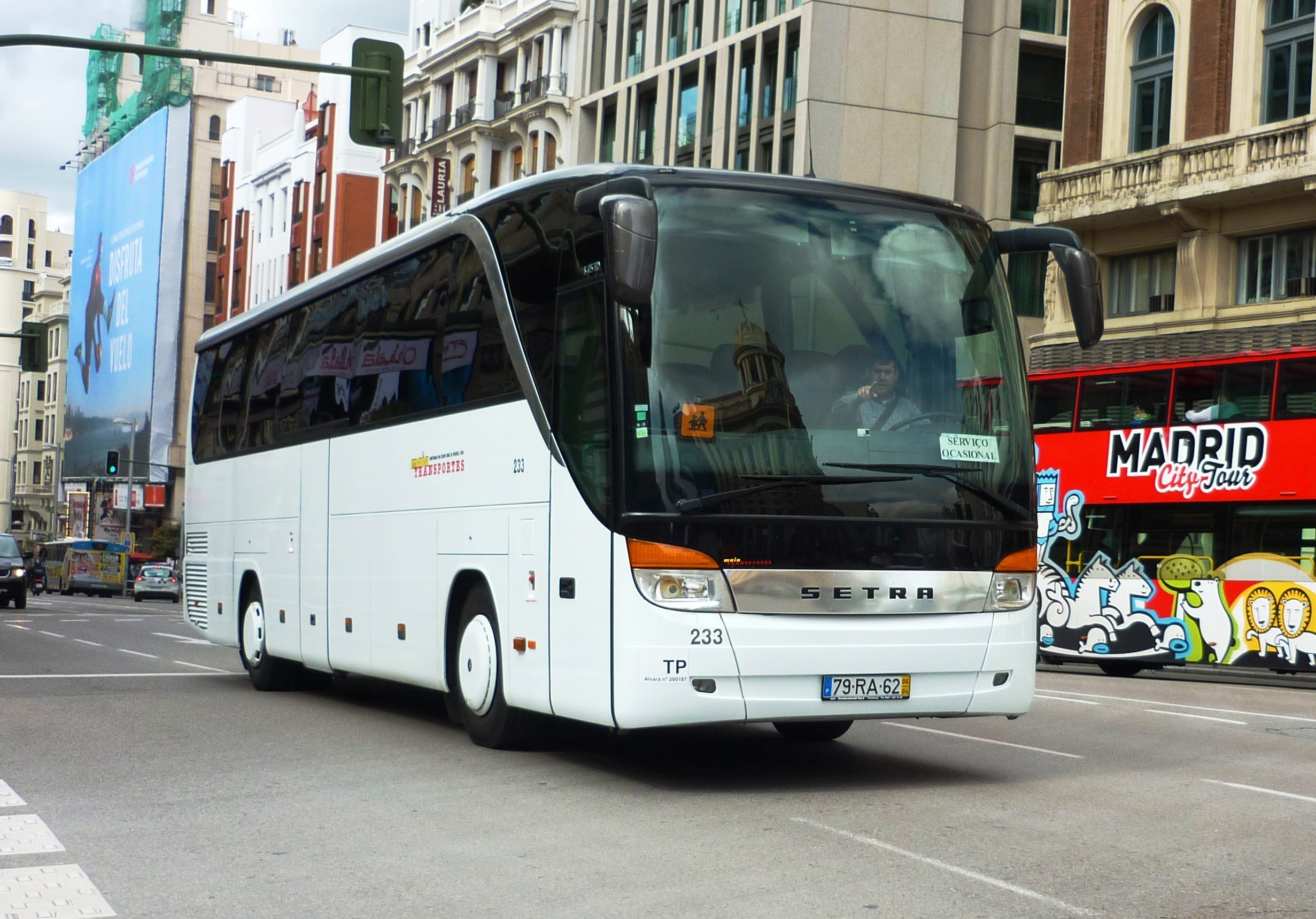
Autocarro de aluguer da Maia Transportes circulando em Madrid.

#### Carreiras extintas
Entre 2014 e 2021:
- 18 Seixinho ⇆ Maia
- 43 Vilar de Luz ⇆ Esc. Sec. Maia (via E.B. 2+3 Nogueira)

## Frota
Em dados de 2022, a Maia Transportes regista uma frota histórica de 149 veículos, dos quais 53 se encontram operacionais em seu nome.